# Mistrovství Asie a Oceánie v ledním hokeji do 18 let 1988
Mistrovství Asie a Oceánie v ledním hokeji do 18 let 1988 byl pátý asijský U18 turnaj v ledním hokeji. Konal se od 6. do 13. února 1988 v Bendigu v Austrálii. Turnaje se zúčastnila čtyři družstva, která hrála dvoukolově každé s každým. Vítězství si připsali junioři Číny před juniory Japonska a juniory Jižní Koreje.

## Výsledky
|    |             | Čína       | Japonsko   | Jižní Korea | Austrálie  | V | R | P | VG | OG | B  |
| 1. | Čína        | ***        | 7:3, 4:4   | 10:2, 11:3  | 9:1, 9:0   | 5 | 1 | 0 | 50 | 13 | 11 |
| 2. | Japonsko    | 3:7, 4:4   | ***        | 9:2, 12:4   | 10:0, 21:2 | 4 | 1 | 1 | 59 | 19 | 9  |
| 3. | Jižní Korea | 2:10, 3:11 | 2:9, 4:12  | ***         | 20:6, 11:5 | 2 | 0 | 4 | 42 | 53 | 4  |
| 4. | Austrálie   | 1:9, 0:9   | 0:10, 2:21 | 6:20, 5:11  | ***        | 0 | 0 | 6 | 14 | 80 | 0  |